# 천안향교
천안향교(天安鄕校)는 대한민국 충청남도 천안시 유량동에 있는 조선시대의 향교이다. 1984년 5월 17일 대성전이 충청남도의 문화재자료 제9호로 지정되었다가, 1997년 12월 23일 향교 전체가 충청남도의 기념물 제110호로 변경 지정되었다.

## 개요
향교는 공자와 여러 성현께 제사를 지내고 지방민의 교육과 교화를 위해 나라에서 세운 교육기관이다.
천안향교는 태조 7년(1398) 처음 지었으나, 임진왜란 때 불타 없어졌다. 그 뒤 선조 39년(1606)에 다시 지은 것으로 보인다.
지금 남아 있는 건물은 제사 공간인 대성전과 동무·서무, 교육 기능을 수행하는 강당인 명륜당, 학생들의 기숙사인 동재·서재, 전사고, 삼문, 풍화루 등이다. 명륜당은 효종 7년(1656) 지었는데, 규모는 앞면 4칸·옆면 2칸이다. 대성전의 규모는 앞면 3칸·옆면 2칸으로, 지붕은 옆면에서 볼 때 사람 인(人)자 모양인 맞배지붕으로 꾸몄다. 안에는 공자를 중심으로 그의 제자들과 중국과 우리나라 성현들의 위패를 모시고 있다.
조선시대에는 나라에서 토지와 노비·책 등을 지원받아 학생들을 가르쳤으나, 지금은 교육 기능은 없어지고 제사 기능만 남아 있다.

## 같이 보기
- 향교

## 참고 문헌
- 《충남지역의 문화유적》7집, 백제문화개발연구원, 1993년
- 《천안시지》, 천안시, 1997년
- 《충남의 향교》, 충청남도, 1999년
- 《충청남도지정문화재해설집》, 충청남도, 2001년

## 참고 자료
- 천안향교 - 국가유산청 국가유산포털